# 范布倫鎮區 (密蘇里州牛頓縣)
范布倫鎮區（英語：Van Buren Township）是位於美國密蘇里州牛頓縣的一個行政鎮區。

## 地方資料
范布倫鎮區的面積為173.95平方千米，當中陸地面積為173.30平方千米，而水域面積為0.65平方千米。根據2020年美國人口普查的數據，當地共有人口1290人，而人口密度為每平方千米7.42人。